# Evald Smitt
Evald Smitt (* 24. März 1915 in Reval; † 12. Januar 2007) war ein estnischer Fußballspieler und Lokomotivführer.

## Karriere
Für die Estnische Nationalmannschaft kam Evald Smitt im Juli 1940 zu einem Einsatz im Länderspiel gegen Lettland in Tallinn. Einen Monat zuvor hatte die sowjetische Regierung Estland ein Ultimatum gesetzt und besetzte es anschließend. Einen Monat nach dem Länderspiel wurde am 16. August desselben Jahres die Estnische Sozialistische Sowjetrepublik (Estnische SSR) proklamiert und somit von der Sowjetunion annektiert. Im Jahr 1940 war Smitt noch für den Tallinna JK in der Estnischen Meisterschaft aktiv. 1943 wurde er mit JS Estonia Tallinn Estnischer Meister.
Von Beruf war er Lokomotivführer bei der Eesti Vabariigi Raudtee. Während der Sowjetischen Annexion im Zweiten Weltkrieg war er bei der Beförderung der Roten Armee von wichtiger Bedeutung.